# Wygład lodowcowy

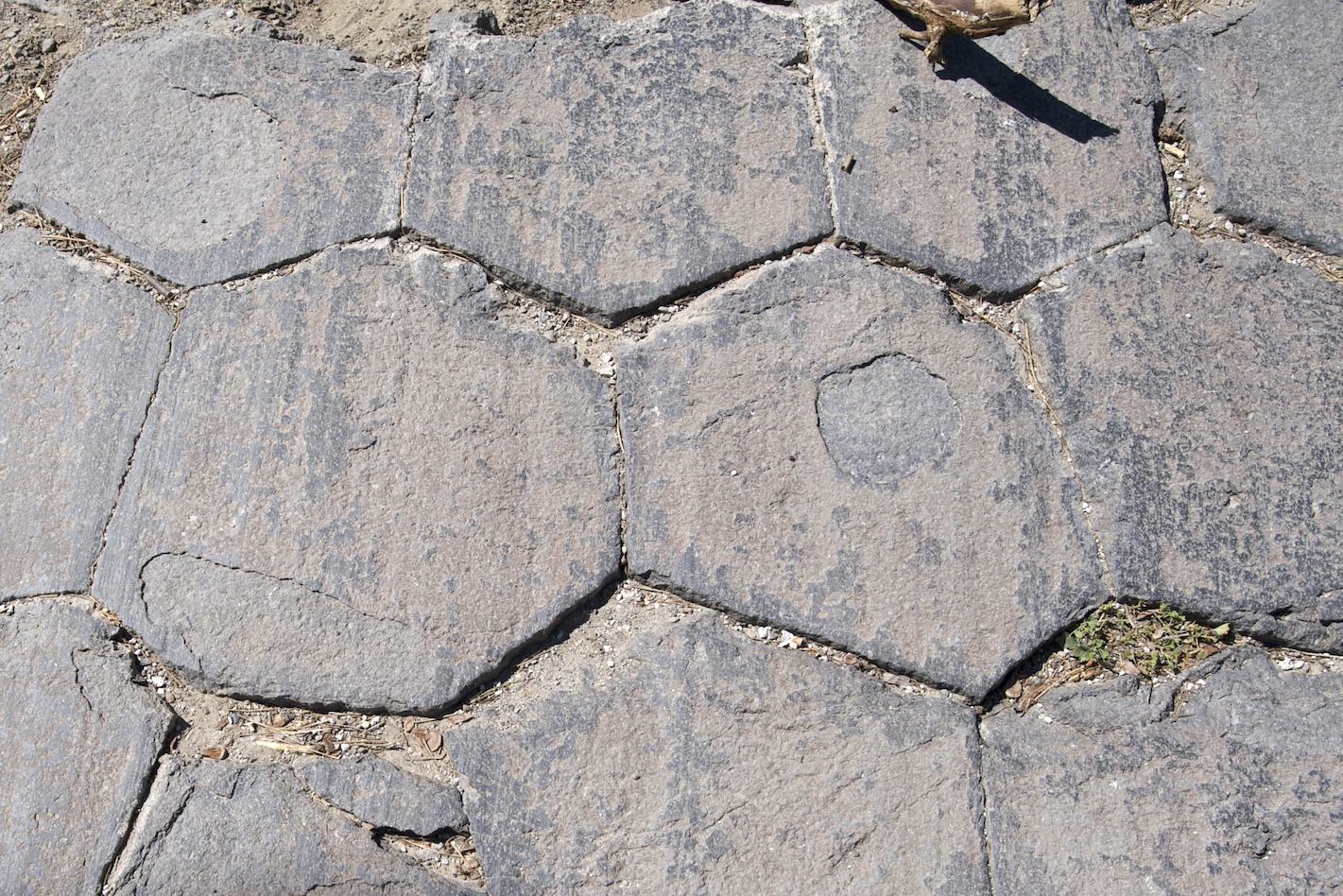
Wygładzona przez lodowiec powierzchnia czołowa rozpadającego się na słupy bazaltu (Devils Postpile National Monument, Madera County, Kalifornia, USA

Wygład lodowcowy – powierzchnia litej skały wygładzona wskutek mechanicznej działalności lodowca. Zachodzi w wyniku szorowania o podłoże fragmentów skał przemieszczanych w spągowej części lodowca, czyli w efekcie procesu detersji.